# Liste der Denkmäler des Deutsch-Französischen Krieges in der Freien Hansestadt Bremen
Diese Liste gibt einen Überblick über Denkmäler in Bremen, die sich schwerpunktmäßig der Geschichte des Deutsch-Französischen Krieges von 1870/1871 widmen.

## Liste

### Stadt Bremen
| Kreuz in Hemelingen |

| Obelisk in Walle |

| Bild | Stadt  | Stadtteil  | Lage                                                                            | Beschreibung |
| --- | ------ | ---------- | ------------------------------------------------------------------------------- | --- |
| Bild gesucht Die Wikipedia wünscht sich an dieser Stelle ein Bild vom Ort mit diesen Koordinaten 53.038139 8.918117 . Motiv: Kriegerdenkmal, Bremen-Arbergen Falls du dabei helfen möchtest, erklärt die Anleitung , wie das geht. BW | Bremen | Hemelingen | Kirchfriedhof der Ev.-luth. Gemeinde St. Johannis 53° 2′ 17,3″ N, 8° 55′ 5,2″ O | Das Denkmal ist ein Keltenkreuz auf bedachtem rechteckigen Sockel mit Inschriftentafeln. |
| Bild gesucht Die Wikipedia wünscht sich an dieser Stelle ein Bild vom Ort mit diesen Koordinaten 53.104441 8.781879 . Motiv: Kriegerdenkmal, Bremen-Walle Falls du dabei helfen möchtest, erklärt die Anleitung , wie das geht. BW    | Bremen | Walle      | Ritter-Raschen-Platz 53° 6′ 16″ N, 8° 46′ 54,8″ O                               | Das Denkmal ist ein hoher Obelisk auf rechteckigen Sockel mit Inschriftentafeln. Es stand ursprünglich seit dem 15. Dezember 1872 auf dem Waller Friedhof und wurde 1899 auf den Ritter-Raschen-Platz versetzt. Siehe auch Liste der Denkmale und Standbilder der Stadt Bremen. |

### Stadt Bremerhaven
| \| Obelisk \|                                                              |
| Geographische Verteilung der erhaltenen Denkmäler in der Stadt Bremerhaven |
| Obelisk                                                                    |

| Bild                                                                     | Stadt       | Stadtteil | Lage                                                                          | Beschreibung |
| ------------------------------------------------------------------------ | ----------- | --------- | ----------------------------------------------------------------------------- | --- |
|                                                                          | Bremerhaven | Mitte     | Wiener Str./Bürgermeister-Martin-Donandt-Platz 53° 33′ 9,3″ N, 8° 34′ 25,6″ O | Das Denkmal ist ein Obelisk aus roten schwedischem Granit. Es stand ursprünglich auf dem Siegesplatz, dem heutigen Freigebiet, und wurde 1938 an den jetzigen Standort umgesetzt. |
| Denkmal für die Gefallenen des Deutsch-Französischen Krieges in Wulsdorf | Bremerhaven | Wulsdorf  | auf dem Jedutenberg 53° 30′ 4,7″ N, 8° 36′ 6″ O                               | aus Stein gefertigtes Denkmal |

## Ehemalige Denkmale
| Bild | Stadt  | Stadtteil | Lage                                                                | Beschreibung |
| ---- | ------ | --------- | ------------------------------------------------------------------- | --- |
|      | Bremen | Mitte     | Wallanlagen westlich des Ansgaritors 53° 4′ 50,7″ N, 8° 48′ 12,4″ O | Das Denkmal wurde vom Bildhauer Karl Keil im Auftrag von Senat und Bürgerschaft der Freien Hansestadt Bremen geschaffen und am 5. Dezember 1875 eingeweiht. Es wurde am 6. Juni 1942 abgebaut und eingeschmolzen. Siehe auch Liste der Denkmale und Standbilder der Stadt Bremen |